# Néma-Badenyakafo
Néma-Badenyakafo est une commune rurale du Mali, dans l'arrondissement de Mougna, le cercle de Djenné et la région de Mopti. La commune compte 29 villages.

## Villages
La commune s'étend sur 30 localités relevées lors du recensement général de 2009. 
Les villages les plus peuplés sont :
- Soma (4 033 habitants)
- Pana (3 808 habitants)
- Kandara (3 716 habitants)
- Mougna Bambara (2 150 habitants), Mougna Peulh (1 256 habitants)